# Zygmuntowskie czasy
Zygmuntowskie czasy: powieść z roku 1572 – powieść historyczno-obyczajowa autorstwa Józefa Ignacego Kraszewskiego z 1846 roku.
Po raz pierwszy opublikowana w 4-tomowym wydaniu przez Orgelbranda w Warszawie; nowe, poprawione czterotomowe wydanie wyszło w 1873 r. u Gubrynowicza i Schmidta we Lwowie.
Pierwsza znacząca powieść pisarza, której głównym wątkiem fabularnym są dramatyczne losy Stasia Sołomereckiego, prześladowanego przez stryja czyhającego na jego majątek. Na tle przygód bohatera autor ukazał rozmaite środowiska ówczesnej Polski: krakowskich mieszczan, żaków i żebraków, dwory magnackie, a także dwór królewski w Knyszynie. W powieści zawarto krytykę pod adresem możnowładców rywalizujących o wpływ na ciężko chorego króla Zygmunta Augusta.
Po wydaniu utworu zwolennicy gloryfikacji dziejów narodowych wytykali autorowi brak apoteozy przeszłości. Mimo dużej popularności w kraju, dotychczas nie odnotowano żadnych przekładów tej powieści na języki obce.
Utwór był kilkakrotnie przerabiany, głównie na użytek młodzieży, m.in. przez Artura Oppmana jako Przygody żaka, i osobno publikowany (1899, 1900, 1905, 1913).